# Oecetis maspeluda
Oecetis maspeluda är en nattsländeart som beskrevs av Lazar Botosaneanu 1977. Oecetis maspeluda ingår i släktet Oecetis och familjen långhornssländor. Inga underarter finns listade i Catalogue of Life.